# 超越数

円周率 は超越数であるため、コンパスと定規を有限回用いて円と等面積の正方形を作図することは不可能である。

超越数（ちょうえつすう、英: transcendental number）とは、代数的数でない複素数、すなわちどの有理係数の代数方程式
{\displaystyle x^{n}+a_{n-1}x^{n-1}+\cdots +a_{0}=0}（n は正の整数、各 ai は有理数）
の解にもならない複素数のことである。有理数は一次方程式の解であるから、超越的な実数はすべて無理数であるが、例えば無理数 √2 は二次方程式 x2 − 2 = 0 の解であるから、その逆は成り立たない。超越数論は、超越数について研究する数学の分野で、与えられた数の超越性の判定などが主な問題である。
よく知られた超越数にネイピア数 e（自然対数の底）や円周率 πがあり、またほとんど全ての複素数が超越数であることが分かっている。ただし超越性が示されている複素数のクラスはほんの僅かであり、与えられた数が超越数であるかどうかを調べるのは難しい問題だとされている。例えば、ネイピア数と円周率はともに超越数であるにもかかわらず、それをただ足しただけの π + e すら超越数かどうか分かっていない。
代数学の標準的な記号 {\displaystyle \mathbb {Q} [x]} で有理数係数多項式全体を表し、代数的数全体の集合を、代数的数 algebraic number の頭文字を使って A と書けば、超越数全体の集合は
{\displaystyle \mathbb {C} \setminus A=\{a\in \mathbb {C} \mid 0\neq \forall p(x)\in \mathbb {Q} [x],\;p(a)\neq 0\}}
となる（{\displaystyle \mathbb {C} }は複素数、{\displaystyle \setminus }は差集合、{\displaystyle \mathbb {C} \setminus A}は「複素数のうち代数的数以外の数の集合」）。
なお、本稿では log を自然対数とする。

## 超越数の例
最初に証明した人を括弧内に記述するが、特別な条件の場合に対しては、別の人物が既に証明している場合も多々ある。ただしそれらの詳細についてはここの一覧では触れない。詳細は、各記事ならびに参考文献などを参照のこと。
(1) 超越数となる定数の例
- 自然対数の底 e（エルミート）
- 円周率 π（リンデマン）
- {\displaystyle e^{\pi }\ (=(-1)^{-i})} 。これはゲルフォントの定数とよばれる。(オンライン整数列大辞典の数列 A039661) (ゲルフォント＝シュナイダーの定理)
- π + eπ, πeπ（ネステレンコ (Yu. V. Nesterenko)）
- 正の整数を小さい順に並べた小数であるチャンパーノウン定数 0.123456789101112…（マーラー (K. Mahler)）
- 連分数展開が {\displaystyle \scriptstyle [0;\ a^{F_{0}},\ a^{F_{1}},\ a^{F_{2}},\ \cdots ]} である無理数。ただし、a は 2 以上の整数であり、{\displaystyle \scriptstyle \{F_{n}\}_{n\geq 0}} はフィボナッチ数列。（クヌース）
- チャイティンの定数 Ω
- 超越数の正の整数乗

(2) 初等関数の特殊値が超越数となる例
- 代数的数 {\displaystyle \scriptstyle \alpha \neq 0} に対する、{\displaystyle e^{\alpha }}。（リンデマン）
- {\displaystyle \scriptstyle i\alpha } が有理数ではない代数的数 {\displaystyle \scriptstyle \alpha } に対する、{\displaystyle e^{\alpha \pi }}。（ゲルフォント (A. O. Gel'fond）、シュナイダー (Th. Schneider))
- 代数的数 {\displaystyle \scriptstyle \alpha ,\ \beta \neq 0} に対する、{\displaystyle e^{\alpha \pi +\beta }}。（ベイカー）
- 代数的数 {\displaystyle \scriptstyle \alpha \neq 0} に対する、{\displaystyle \sin {\alpha }}, {\displaystyle \cos {\alpha }}, {\displaystyle \tan {\alpha }}。（リンデマン、ワイエルシュトラス (K. Weierstrass)）
- 有理数ではない代数的数 {\displaystyle \scriptstyle \alpha } に対する、{\displaystyle \sin {\alpha \pi }}, {\displaystyle \cos {\alpha \pi }}, {\displaystyle \tan {\alpha \pi }}。（ゲルフォント、シュナイダー）
- 代数的数 {\displaystyle \scriptstyle \alpha ,\ \beta \neq 0} に対する、{\displaystyle \sin {(\alpha \pi +\beta )}}, {\displaystyle \cos {(\alpha \pi +\beta )}}, {\displaystyle \tan {(\alpha \pi +\beta )}}。（ベイカー）
- 代数的数 {\displaystyle \scriptstyle \alpha \neq 0} に対する、{\displaystyle \sinh {\alpha },\ \cosh {\alpha },\ \tanh {\alpha }}。（リンデマン、ワイエルシュトラス）
- {\displaystyle \scriptstyle i\alpha } が有理数ではない代数的数 {\displaystyle \scriptstyle \alpha } に対する、{\displaystyle \sinh {\alpha \pi }}, {\displaystyle \cosh {\alpha \pi }}, {\displaystyle \tanh {\alpha \pi }}。（ゲルフォント、シュナイダー）
- 代数的数 {\displaystyle \scriptstyle \alpha ,\ \beta \neq 0} に対する、{\displaystyle \sinh {(\alpha \pi +\beta )}}, {\displaystyle \cosh {(\alpha \pi +\beta )}}, {\displaystyle \tanh {(\alpha \pi +\beta )}}。（ベイカー）
- {\displaystyle \scriptstyle \alpha \neq 0,\ 1,\ \beta \notin \mathbb {Q} } を満たす代数的数 {\displaystyle \scriptstyle \alpha ,\ \beta } に対する、{\displaystyle \alpha ^{\beta }}。（ゲルフォント、シュナイダー）
- 代数的数 {\displaystyle \scriptstyle \alpha \neq 0,\ 1} に対する、{\displaystyle \log {\alpha }}。（リンデマン）
- 乗法的独立[注 1] である、0, 1 ではない代数的数 {\displaystyle \scriptstyle \alpha ,\ \beta } に対する、{\displaystyle {\tfrac {\log {\alpha }}{\log {\beta }}}}。（ゲルフォント、シュナイダー）
- 代数的数 {\displaystyle \scriptstyle \alpha \neq 0} に対する、{\displaystyle \pi +\log {\alpha }}。（ベイカー）

(3) 特殊関数の特殊値が超越数となる例
- 正整数{\displaystyle n} に対する、ゼータ関数 {\displaystyle \zeta (2n)}。（リンデマン）
- {\displaystyle \scriptstyle \wp (z)} を、不変量 {\displaystyle \scriptstyle g_{2},\ g_{3}} が代数的数であるワイエルシュトラスの {\displaystyle \scriptstyle \wp } 関数としたとき、定義域内の任意の代数的数 {\displaystyle \scriptstyle \alpha } に対する {\displaystyle \scriptstyle \wp (\alpha )}。（シュナイダー）
- {\displaystyle \scriptstyle j(\tau )} をクラインのモジュラ関数とし、{\displaystyle \alpha } を、上半平面内の3次以上の代数的数としたときの {\displaystyle \scriptstyle j(\alpha )}。（シュナイダー）
- {\displaystyle \scriptstyle \alpha \neq 0} に対する、位数 0 の第1種ベッセル関数 {\displaystyle J_{0}(\alpha )}。（ジーゲル）
- {\displaystyle \scriptstyle \alpha \neq 0} に対する、合流型超幾何級数 {\displaystyle F(1,1,c;\alpha )}（{\displaystyle c} は0以下の整数以外の有理数）。（シドロフスキー (A. B. Shidlovsky)）
- ガンマ関数 {\displaystyle \scriptstyle \Gamma ({\tfrac {1}{6}}),\ \Gamma ({\tfrac {1}{4}}),\ \Gamma ({\tfrac {1}{3}}),\ \Gamma ({\tfrac {1}{2}}),\ \Gamma ({\tfrac {2}{3}}),\ \Gamma ({\tfrac {3}{4}}),\ \Gamma ({\tfrac {5}{6}})}。（チュドノフスキー (G. V. Chudnovsky)[注 2]）
- ベータ関数 {\displaystyle \scriptstyle B({\tfrac {1}{2}},{\tfrac {1}{6}}),\ B({\tfrac {1}{2}},{\tfrac {1}{4}}),\ B({\tfrac {1}{2}},{\tfrac {1}{3}})}。（ジーゲル、シュナイダー、チュドノフスキー）
- ヤコビのテータ級数の値 {\displaystyle \scriptstyle \vartheta _{1}(0,\alpha ),\ \vartheta _{2}(0,\alpha ),\ \vartheta _{3}(0,\alpha )}[注 3]。（ネステレンコ）

(4) ベキ級数で表される関数の特殊値が超越数となる例
- リウヴィル級数：{\displaystyle \scriptstyle 0<|\alpha |<1} である代数的数 {\displaystyle \scriptstyle \alpha } に対する、{\displaystyle \textstyle \sum \limits _{k=1}^{\infty }\alpha ^{-k!}}。（マーラー）
- フレドホルム級数：2以上の整数 {\displaystyle d} と、{\displaystyle \scriptstyle 0<|\alpha |<1} である代数的数 {\displaystyle \scriptstyle \alpha } に対する、{\displaystyle \textstyle \sum \limits _{k=1}^{\infty }\alpha ^{d^{k}}}。（マーラー）
- 自然数列 {\displaystyle \scriptstyle \{d_{k}\}_{k\geq 1}\ (d_{k}\geq 2)} と、{\displaystyle \scriptstyle 0<|\alpha |<1} である代数的数 {\displaystyle \scriptstyle \alpha } に対する、{\displaystyle \textstyle \sum \limits _{k=1}^{\infty }\alpha ^{d_{1}\cdots d_{k}}}。（西岡）
- {\displaystyle \scriptstyle \omega >0}、整数 {\displaystyle \scriptstyle d\geq 2}、{\displaystyle \scriptstyle 0<|\alpha |<1} である代数的数 {\displaystyle \scriptstyle \alpha } に対する、{\displaystyle \textstyle \sum \limits _{k=1}^{\infty }\alpha ^{[\omega d^{k}]}}。（田中）
- ヘッケ＝マーラー級数：無理数 {\displaystyle \scriptstyle \omega >0} と、{\displaystyle \scriptstyle 0<|\alpha |<1} である代数的数 {\displaystyle \scriptstyle \alpha } に対する、{\displaystyle \textstyle \sum \limits _{k=1}^{\infty }[k\omega ]\alpha ^{k}}。（マーラー）
- 整数 {\displaystyle \scriptstyle d\geq 2}、{\displaystyle \scriptstyle 0<|\alpha |<1} である代数的数 {\displaystyle \scriptstyle \alpha } に対する、{\displaystyle \textstyle \prod \limits _{k=0}^{\infty }(1-\alpha ^{d^{k}})}。（マーラー）
- {\displaystyle \scriptstyle 0<|\alpha |<1} である代数的数 {\displaystyle \scriptstyle \alpha } に対する、{\displaystyle \textstyle \prod \limits _{k=1}^{\infty }(1-\alpha ^{k})}。（ネステレンコ）
- {\displaystyle \sigma _{k}(n)\ (\scriptstyle k=1,\ 3,\ 5)} を約数関数とする。{\displaystyle \scriptstyle 0<|\alpha |<1} である代数的数 {\displaystyle \scriptstyle \alpha } に対する、{\displaystyle \textstyle \sum \limits _{n=1}^{\infty }\sigma _{k}(n)\alpha ^{n}}。（ネステレンコ）

(5) 逆数和からなる級数が超越数となる例
- {\displaystyle \scriptstyle |a|\geq 2} を満たす整数 {\displaystyle a} に対する、{\displaystyle \textstyle \sum \limits _{k=0}^{\infty }{\frac {1}{a^{2^{k}}+1}}}。（ドゥヴェルネ (D. Duverney)）

以下において、{\displaystyle \scriptstyle \{F_{n}\}_{n\geq 0}} はフィボナッチ数列とする。
- {\displaystyle \textstyle \sum \limits _{k=0}^{\infty }{\frac {1}{k!\,F_{2^{k}}}}}。（ミニョット (M. Mignotte)、マーラー）
- {\displaystyle \textstyle \sum \limits _{k=0}^{\infty }{\frac {1}{F_{2^{k}+1}}}}。（ベッカー (P. -G. Becker)、トッファー）
- 任意の正整数 {\displaystyle m} に対する、{\displaystyle \textstyle \sum \limits _{n=1}^{\infty }{\frac {1}{{F_{n}}^{2m}}},\ \sum \limits _{n=1}^{\infty }{\frac {1}{{F_{2n-1}}^{m}}}}。（ドゥヴェルネ、西岡（啓）、西岡（久）、塩川）

## 超越数かどうかが未解決の例
{\displaystyle e+\pi ,e-\pi ,e\pi ,{\frac {\pi }{e}},{\pi }^{\pi },e^{e},\pi ^{e},\pi ^{\sqrt {2}},e^{\pi ^{2}}}
などの円周率 π やネイピア数 e の大抵の和、積、べき乗は、有理数であるのか無理数であるのか超越的であるのか否かは証明されていない。一方で、
{\displaystyle \pi +e^{\pi },\pi e^{\pi },e^{\pi {\sqrt {n}}}}（n は正の整数）
は、超越的であると証明されている。

## 超越数と勘違いされていたが後から代数的数と判明した例
- {\displaystyle \textstyle \sum \limits _{k=1}^{\infty }{\frac {1}{F_{2^{k}}}}={\frac {5-{\sqrt {5}}}{2}}}。（西岡、トッファー (T. Töpher) ）

## 代数的独立性
複数の超越数が代数的独立である例を挙げる。
- {\displaystyle \alpha _{1},\ \alpha _{2},\cdots ,\ \alpha _{n}} を有理数体上線形独立な代数的数としたとき、{\displaystyle e^{\alpha _{1}},\ e^{\alpha _{2}},\cdots ,\ e^{\alpha _{n}}} は、代数的独立である。（リンデマン、ワイエルシュトラス）
- {\displaystyle \scriptstyle \pi ,\ \Gamma ({\tfrac {1}{4}})}、および、{\displaystyle \scriptstyle \pi ,\ \Gamma ({\tfrac {1}{3}})} は、それぞれ代数的独立である。（チュドノフスキー）
- {\displaystyle \scriptstyle \pi ,\ e^{\pi },\ \Gamma ({\tfrac {1}{4}})} は、代数的独立である。（ネステレンコ）
- 代数的数 {\displaystyle \scriptstyle \alpha _{1},\cdots ,\ \alpha _{n}\ (0<|\alpha _{i}|<1\ (i=1,\cdots ,\ n))} を、{\displaystyle {\tfrac {\alpha _{i}}{\alpha _{j}}}} が1の冪根ではないようにとったとき、{\displaystyle \textstyle \sum \limits _{k=1}^{\infty }{\alpha _{1}}^{-k!},\cdots ,\ \sum \limits _{k=1}^{\infty }{\alpha _{n}}^{-k!}} は、代数的独立である。（西岡）
- 相異なる 2 以上の整数 {\displaystyle \scriptstyle d_{1},\cdots ,\ d_{n}} と、{\displaystyle \scriptstyle 0<|\alpha |<1} である代数的数 {\displaystyle \scriptstyle \alpha } に対して、{\displaystyle \textstyle \sum \limits _{k=1}^{\infty }\alpha ^{{d_{1}}^{k}},\cdots ,\ \sum \limits _{k=1}^{\infty }\alpha ^{{d_{n}}^{k}}} は、代数的独立である。（西岡）
- 2次の無理数 {\displaystyle \scriptstyle \omega >0} と、相異なる代数的数 {\displaystyle \scriptstyle \alpha _{1},\cdots ,\ \alpha _{n}\ (0<|\alpha _{i}|<1\ (i=1,\cdots ,\ n))} に対して、{\displaystyle \textstyle \sum \limits _{k=1}^{\infty }[h\omega ]{\alpha _{1}}^{-k},\cdots ,\ \sum \limits _{k=1}^{\infty }[k\omega ]{\alpha _{n}}^{-k}} は、代数的独立である。（マッサー (D. W. Masser)）
- 相異なる 2 以上の整数 {\displaystyle \scriptstyle d_{1},\cdots ,\ d_{n}} と、{\displaystyle \scriptstyle 0<|\alpha |<1} である代数的数 {\displaystyle \scriptstyle \alpha } に対して、{\displaystyle \scriptstyle \textstyle \prod \limits _{k=0}^{\infty }{\bigl (}1-\alpha ^{{d_{1}}^{k}}{\bigr )},\cdots ,\ \prod \limits _{k=0}^{\infty }{\bigl (}1-\alpha ^{{d_{n}}^{k}}{\bigr )}} は、代数的独立である。（西岡）
- 相異なる 2 以上の整数 {\displaystyle \scriptstyle d_{1},\cdots ,\ d_{n}} に対して、{\displaystyle \textstyle \sum \limits _{k=0}^{\infty }{\frac {1}{{F_{2^{k}+1}}^{d_{1}}}},\cdots ,\ \sum \limits _{k=0}^{\infty }{\frac {1}{{F_{2^{k}+1}}^{d_{n}}}}} は、代数的独立である。（西岡）
- {\displaystyle \scriptstyle m_{1},\ m_{2},\ m_{3}} を少なくとも1つは偶数である正整数としたとき、{\displaystyle \textstyle \sum \limits _{n=1}^{\infty }{\frac {1}{{F_{n}}^{2m_{1}}}},\ \sum \limits _{n=1}^{\infty }{\frac {1}{{F_{n}}^{2m_{2}}}},\ \sum \limits _{n=1}^{\infty }{\frac {1}{{F_{n}}^{2m_{3}}}}} は、代数的独立である。（エルスナー (C. Elsner)、下村、塩川）

代数的独立性には、シャヌエルの予想 (Schanuel's conjecture) と呼ばれる有名な予想があり、現在でも解決されていない。（{\displaystyle n=2} のときでさえも、未解決である。）
シャヌエルの予想
{\displaystyle \alpha _{1},\ \alpha _{2},\cdots ,\ \alpha _{n}} を有理数体上線形独立な複素数としたとき、
{\displaystyle \mathbf {trans} .\deg _{\mathbb {Q} }\mathbb {Q} (\alpha _{1},\ \alpha _{2},\cdots ,\ \alpha _{n},\ e^{\alpha _{1}},\ e^{\alpha _{2}},\cdots ,\ e^{\alpha _{n}})\geq n}。
注意：{\displaystyle \alpha _{1},\ \alpha _{2},\cdots ,\ \alpha _{n}} が代数的数のときは、リンデマン＝ワイエルシュトラスの定理である。
この予想が解決すると、様々な数が代数的独立になることが知られている。例えば、以下の17個の数が代数的独立となる。
{\displaystyle e,\ e^{\pi },\ e^{e},\ e^{i},\ \pi ,\ \pi ^{\pi },\ \pi ^{e},\ \pi ^{i},\ 2^{\pi },\ 2^{e},\ 2^{i},\ \log \pi ,\ \log 2,\ \log 3,\ \log \log 2,\ (\log 2)^{\log 3},\ 2^{\sqrt {2}}}
注意：上記の数のうち、
{\displaystyle e^{e},\ \pi ^{\pi },\ \pi ^{e},\ \pi ^{i},\ 2^{\pi },\ 2^{e},\ \log \pi ,\ \log \log 2,\ (\log 2)^{\log 3}}
は、それ自身が超越数であるかについても今のところ未解決である。

## マーラーの分類
複素数 {\displaystyle \alpha } に対して、
{\displaystyle w_{n,H}(\alpha )=\min {\Bigl \{}|f(\alpha )|\;{\Bigl |}\;f(z)={\textstyle \sum \limits _{i=0}^{n}a_{i}z^{i}},f(\alpha )\neq 0,|a_{0}|,\cdots ,|a_{n}|\leq H{\Bigr \}},}
{\displaystyle w_{n}(\alpha )=\limsup _{H\to \infty }{\frac {-\log w_{n,H}(\alpha )}{\log H}},}

{\displaystyle w(\alpha )=\limsup _{n\to \infty }{\frac {w_{n}(\alpha )}{n}}}
として、{\displaystyle w(\alpha )} を定める。このとき、{\displaystyle \scriptstyle 0\leq w(\alpha )\leq \infty } が成立する。
また、{\displaystyle \scriptstyle \mu (\alpha )=\inf\{n|w_{n}(\alpha )=\infty \}} とする。ただし、{\displaystyle \scriptstyle w(\alpha )<\infty } の場合、{\displaystyle \scriptstyle \mu (\alpha )=\infty } とする。
この {\displaystyle \scriptstyle w(\alpha ),\ \mu (\alpha )} を用いて、マーラーは、複素数を以下のように分類した。これをマーラーの分類 (Mahler's classification) と呼ぶ。
- {\displaystyle \alpha } は、A 数 (A-number) である。{\displaystyle :\Leftrightarrow w(\alpha )=0,\ \mu (\alpha )=\infty }。
- {\displaystyle \alpha } は、S 数 (S-number) である。{\displaystyle :\Leftrightarrow 0<w(\alpha )<\infty ,\ \mu (\alpha )=\infty }。
- {\displaystyle \alpha } は、T 数 (T-number) である。{\displaystyle :\Leftrightarrow w(\alpha )=\infty ,\ \mu (\alpha )=\infty }。
- {\displaystyle \alpha } は、U 数 (U-number) である。{\displaystyle :\Leftrightarrow w(\alpha )=\infty ,\ \mu (\alpha )<\infty }。

以下の性質がある。
- A 数からなる集合、S 数からなる集合、T 数からなる集合、U 数からなる集合は、いずれも空集合ではない。
- {\displaystyle \alpha ,\ \beta } を代数的従属である複素数としたとき、{\displaystyle \alpha ,\ \beta } は同じクラス(同じ分類の数)である。
- A 数からなる集合は、代数的数全体の集合に等しい。
- ほとんど全て[注 6] の複素数は、S 数である。
  - さらに、ほとんど全ての実数は、タイプ[注 7] 1 の S 数であり、ほとんど全ての複素数は、タイプ 1/2 の S 数である。
- 全てのリウヴィル数 は、U 数である。
- 任意の正整数 {\displaystyle n} に対して、{\displaystyle \mu (\alpha )=n} を満たす U 数が存在する。

また、いくつかの具体的な超越数に対して、どのクラスに属するかについては、例えば、以下のことが知られている。
- 自然対数の底 e は、タイプ 1 の S 数である。
- π は、U 数ではない。
- チャンパーノウン定数は、S 数である。
- r を 1 以外の正の有理数としたとき、{\displaystyle \log r} は、U 数ではない。

## 超越測度
超越数 {\displaystyle \alpha } に対して、{\displaystyle T(\alpha ,n,H)} を、{\displaystyle \scriptstyle n\geq 1,\ H\geq 1} で定義された実数を値にとる関数とする。
次数が {\displaystyle n} 以下で、各係数の絶対値が {\displaystyle H} 以下である、0 以外の整数係数多項式に対して、
{\displaystyle |f(\alpha )|\geq T(\alpha ,n,H)}
が、任意の {\displaystyle \scriptstyle n\geq 1,\ H\geq 1} で成立するとき、{\displaystyle T(\alpha ,n,H)} を {\displaystyle \alpha } の超越測度 (transcendence measure) という。
マーラーの分類のところで与えられた、{\displaystyle w_{n,H}(\alpha )} は、超越測度の１つであり、その定義から、最良の評価を与えるものである。

## 歴史
リウヴィルは、1844年に超越数の最初の例を与えた（リウヴィル数）。さらに1873年にシャルル・エルミートによって、自然対数の底 e が超越数であることが証明された。
カントールは1874年に、実数全体の集合が非可算集合である一方で代数的数全体の集合が可算集合であることを示すことにより、ほとんどの実数や複素数は超越数であることを示した。
その後、リンデマンは、1882年に円周率 π が超越数であることを証明した。これによって古代ギリシア数学以来の難問であった円積問題が否定的に解かれた。また、彼は、任意の0でない代数的数 a に対する ea が超越数であることも証明した（リンデマンの定理）。
ヒルベルトは、1900年にパリで行われた国際数学者会議において、ヒルベルトの23の問題と呼ばれる23個の問題を提出したが、そのうちの 7番目の問題「a が 0 でも 1 でもない代数的数で、b が代数的無理数であるとき、ab は超越数であるか」は、1934-1935年にゲルフォントとシュナイダーによって肯定的に解決された（ゲルフォント＝シュナイダーの定理）。
1968年ベイカーは、ゲルフォント＝シュナイダーの定理を含む、代数的数の1次形式の超越性および、1次形式の値が計算可能な下限で与えられることを証明した（ベイカーの定理を参照）。特に後者の結果は、ディオファントス方程式の整数解の上限を求めるための基本的な定理として重要なものである。
1996年、ネステレンコにより、長い間懸案であった、π と、eπ（ゲルフォントの定数）の代数的独立性が証明された。